# آیدورونات-۲-سولفاتاز
آیدورونات-۲-سولفاتاز (انگلیسی: Iduronate-2-sulfatase) یا به اختصار «IDS» نام نوعی آنزیم سولفاتاز است که با بیماری هانتر در ارتباط است.
حضورِ این آنزیم برای شکستن هضم لیزوزومی هپاران سولفات و درماتان سولفات ضروری است و ژن آن بر روی کروموزوم ایکس قرار دارد. اختلال در این ژن و فقدان آنزیمی آن، موجب بروز موکوپلی‌ساکاریدوز نوع ۲ می‌شود که به بیماری هانتر مشهور است.
آیدورونات-۲-سولفاتاز، توالی بسیار مشابهی با آنزیم‌های خانوادهٔ آریل‌سولفاتاز (نوع A و B و C) و همچنین گلوکزامین-۶-سولفاتاز دارد. یک واریان پیرایشی از این آنزیم هم توصیف شده‌است.